# Protarcheopteryks
Protarcheopteryks (Protarchaeopteryx) – rodzaj teropoda z grupy owiraptorozaurów (Oviraptorosauria); jego nazwa znaczy „poprzednik archeopteryksa” (gr. πρωτο- prōto- „pierwszy, świeży”; rodzaj Archaeopteryx Meyer, 1861).
Żył w epoce wczesnej kredy (ok. 124–120 mln lat temu) na terenach wschodniej Azji. Jego szczątki odnaleziono w  Chinach. W części formacji Yixin położonej w prowincji Liaoning.

## Wymiary
Długość ciała ok. 70 cm, wysokość ok. 50 cm, masa ok. 5 kg. Rozpiętość skrzydeł szacuje się na około 65 cm. Długość ogona 65 cm.

## Charakterystyka
Głowa krótka i zakończona zaokrąglonym pyskiem. Zarówno górna, jak i dolna szczęka zaopatrzona była w 18 pozbawionych ząbkowania niemal stożkowate zębów. Co stanowi przejaw pedomorfizmu. 2 pierwsze zęby górnych szczęk były znacznie większe od reszty i przybierały dłutowaty kształt. Skrzydła niewielkie stanowiły 66% długości kończyn biodrowych były pokryte symetrycznymi piórami, które tworzyły konstrukcje przypominającą wachlarz. Paliczki podobne do tych spotykanych u rodzaju Archeopteryx ale nieco szersze. Posiadały 3 ostre i zakrzywione pazury. Mostek słabo rozwinięty i płaski. Żebra nie są znane. Obręcz miedniczna wyjątkowo solidna podobnie jak kościec kończyn dolnych. Do tej cechy nawiązuje epitet gatunkowy jedynego przedstawiciela rodzaju P. robustus.
Ogon był prymitywny, lecz mimo to bardziej zaawansowany ewolucyjnie niż ten występujący w rodzaju Sinosauropteryx. Liczył około 30 kręgów i pokryty był długimi nawet na 150mm piórami nadającymi mu wygląd liścia palmy. Kończyny biodrowe długie. Stopa posiadała 4 palce z czego 2 i 3 były najdłuższe. I palec zredukowany, przesunięty w kierunku grzbietowym i przeciwstawny do palca 3, współtworzył narząd chwytny. Wydaje się, iż pomimo występowania o 15 mln lat później w zapisie kopalnym gatunek ten był bardziej prymitywny i posiadał mniej ptasich cech niż Archeopteryx lithographica.

## Ekologia
Na podstawie uzębienia udało się ustalić, iż zwierzę było roślinożerne. Adaptacje do wspinaczki sprawiają, iż posądza się je o spędzanie przynajmniej część czasu na drzewach. Najpewniej na gałęziach wypoczywało lub kryło się przed drapieżnikami.

### Zdolność do lotu
Zarówno stosunkowo niewielka rozpiętość skrzydeł, brak adaptacji szkieletu, jak i wreszcie symetryczne pióra, którymi były one pokryte dowodzą, iż zwierzę to nie było zdolne do lotu aktywnego, a plan budowy, który prezentowało, nie predysponował go również do szybowania. Wydaje się, iż potrafiło jedynie spowalniać upadki.

## Gatunki
Obecnie do rodzaju zaliczamy jeden gatunek Protarcheopteryx robustus.